# Fabia Eudokia
Fabia Eudokia (ca.580-612) was de eerste vrouw van de Byzantijnse keizer Herakleios. Zij was een dochter van een landeigenaar, Rogas, uit het Exarchaat Afrika. Toen zij elkaar leerden kennen was de vader van Herakleios, Herakleios de Oudere, gouverneur van de Byzantijnse provincie.
Zij voer met Herakleios mee vanuit Afrika toen hij in 610 de hoofdstad Constantinopel veroverde. Zij verbleef enige tijd in Cappadocië met zijn moeder Epiphania. Op 5 oktober 610, de dag van de executie van keizer Phocas, werd hun huwelijk ingezegend in de Sint-Stefanuskapel van het keizerlijk paleis in Constantinopel, door patriarch Sergius I van Constantinopel.
Fabia Eudokia en Herakleios hadden samen twee kinderen :
- Eudoxia Epiphania, geboren op 7 of 11 juli 611. Ze was eerst verloofd met een Turkse prins, die stierf op het slagveld in 631 en later trouwde ze met Irbis I, koning  van de Khazaren.
- Constantijn III Herakleios, geboren op 3 mei 612. Hij was keizer in het jaar 641

De keizerin stierf op 12 of 13 augustus 612 in Constantinopel, tijdens een aanval van epilepsie. Ze werd begraven in de Kerk van de Heilige Apostelen in Constantinopel. De plechtigheid werd ontsierd door een jonge dienstmaagd die vanop een balkon spuugde. De fluim viel per ongeluk op het stoffelijk overschot van de keizerin, het arme meisje werd opgepakt en levend verbrand.